# Gouvernement Toela
Het gouvernement Toela (Russisch: Тульская губерния, Toelskaja goebernija) was van 1796 tot 1929 een goebernija in het keizerrijk Rusland. 
Het gouvernement heette van 1777 tot 1796 het onderkoninkrijk Toela, na een oekaze van Catharina II. Op 12 oktober 1796 werd het gebied door een oekaze van Paul I hernoemd tot het gouvernement Toela. 
Het gouvernement grensde aan de gouvernementen Moskou, Rjazan en Tambov. De hoofdstad was Toela.